# Jan Rafał Marian Alcocer Martínez
Jan Rafał Marian (Juan Rafael Mariano) Alcocer Martínez (ur. 29 października 1889 w Madrycie, zm. 4 października 1936) – hiszpański benedyktyn, męczennik i błogosławiony Kościoła katolickiego.

## Życiorys
Odbył służbę wojskową w Ceucie po studiach zakonnych. Gdy wrócił z wojska, 6 kwietnia 1915 otrzymał śluby zakonne, a 29 sierpnia 1918 święcenia kapłańskie. Został rozstrzelany 4 października 1936 w czasie wojny domowej w Hiszpanii.
Beatyfikował go kardynał Angelo Amato w imieniu papieża Franciszka 29 października 2016. Razem z nim zostali beatyfikowani trzej inni męczennicy z zakonu benedyktynów: Józef Antoni Gómez, Antolin Pablos Villanueva i Ludwik Vidaurrázaga Gonzáles.